# Diadegma flexum
Diadegma flexum är en stekelart som beskrevs av Horstmann 1973. Diadegma flexum ingår i släktet Diadegma och familjen brokparasitsteklar. Inga underarter finns listade i Catalogue of Life.